# Earth Minus Zero
Earth Minus Zero es una película estadounidense de comedia, ciencia ficción y familiar de 1996, dirigida por Joey Travolta, escrita por varios guionistas, entre ellos Scott Carr, Jim Esposito y James Ford, musicalizada por John Gonzalez, en la fotografía estuvo Frank Reiber y los protagonistas son Pat Morita, Marcia Strassman y Brock Pierce, entre otros. El filme fue realizado por Lethal Intent Productions y PM Entertainment Group.

## Sinopsis
Una familia recibe la visita de seres de otro planeta, estos alienígenas quieren raptarlos para llevarlos a su zoológico intergaláctico.